# Kennesaw
La ville de Kennesaw est le siège du comté de Cobb, dans l’État de Géorgie, aux États-Unis. Sa population s’élevait à 29 783 habitants lors du recensement de 2010, estimée à 34 172 habitants en 2018.

## Démographie
| 1880 | 1890 | 1900 | 1910 | 1920 | 1930 |
| ---- | ---- | ---- | ---- | ---- | ---- |
| 244  | 168  | 320  | 573  | 467  | 426  |

| 1940 | 1950 | 1960  | 1970  | 1980  | 1990  |
| ---- | ---- | ----- | ----- | ----- | ----- |
| 436  | 564  | 1 507 | 3 548 | 5 095 | 8 936 |

| 2000   | 2010   | - | - | - | - |
| ------ | ------ | - | - | - | - |
| 21 675 | 29 783 | - | - | - | - |

## Législation sur les armes
En 1982, le conseil municipal de Kennesaw a pris à l'unanimité un arrêté imposant aux habitants de posséder au moins une arme à feu et des munitions dans le but d'« assurer la sécurité et le bien-être général de la ville ». Sont exemptés les objecteurs de conscience, les criminels, les personnes atteintes de troubles mentaux ainsi que celles qui n'ont pas les moyens de s'en acheter. Aucune peine n'est prévue contre ceux qui ne respecterait pas l'obligation. Après l'application de la loi le taux de criminalité a diminué de 89 % contre une baisse de 10 % au niveau de l'État,.